# Élections législatives autrichiennes de 1986
Les élections législatives autrichiennes de 1986 (Nationalratswahl in Österreich 1986, en allemand), se sont tenues le 23 novembre 1986, en vue d'élire les cent quatre-vingt-trois députés du Conseil national, pour un mandat de quatre ans.
Le Parti socialiste d'Autriche remporte ces élections devant l'ÖVP.

## Contexte
Kurt Waldheim de l'ÖVP est élu président alors que le chancelier Fred Sinowatz s'oppose à lui à cause de son passé. Fred Sinowatz démissionne et il est remplacé par Franz Vranitzky, le ministre fédéral des Finances à la tête du gouvernement. Celui-ci reconduit la coalition gouvernementale mais 3 mois plus tard, la victoire du nationaliste Jörg Haider lors du congrès du FPÖ conduit Franz Vranitzky à convoquer des législatives anticipées.

## Mode de scrutin

Carte des neuf Länder.

L'Autriche est une république semi-présidentielle dotée d'un parlement bicaméral.
Sa chambre basse, le Conseil national (en allemand : Nationalrat), est composée de 165 députés élus pour cinq ans selon un mode de scrutin proportionnel de liste bloquées dans neuf circonscriptions, qui correspondent aux Länder, à raison de 7 à 36 sièges par circonscription selon leur population. Elles sont ensuite subdivisées en un total de 43 circonscriptions régionales.
Le seuil électoral est fixé à 4 % ou un siège d'une circonscription régionale. La répartition se fait à la méthode de Hare au niveau régional puis suivant la méthode d'Hondt au niveau fédéral.
Bien que les listes soit bloquées, interdisant l'ajout de noms n'y figurant pas, les électeurs ont la possibilité d'exprimer une préférence pour un maximum de trois candidats, permettant à ces derniers d'être placés en tête de liste pour peu qu'ils totalisent un minimum de 14 %, 10 % ou 7 % des voix respectivement au niveau régional, des Länder, et fédéral. Le vote, non obligatoire, est possible à partir de l'âge de 19 ans.

## Partis et têtes de liste
| Parti | Parti                                                                                           | Idéologie                                                      | Tête de liste       | Résultat en 1983               |
| ----- | ----------------------------------------------------------------------------------------------- | -------------------------------------------------------------- | ------------------- | ------------------------------ |
|       | Parti socialiste d'Autriche Sozialistische Partei Österreichs                                   | Centre gauche Social-démocratie, progressisme                  | Fred Sinowatz       | 47,6 % des voix 90 députés     |
|       | Parti populaire autrichien Österreichische Volkspartei                                          | Centre droit Démocratie chrétienne, conservatisme, libéralisme | Alois Mock          | 43,2 % des voix 81 députés     |
|       | Parti de la liberté d'Autriche Freiheitliche Partei Österreichs                                 | Extrême droite Nationalisme, conservatisme, euroscepticisme    | Jörg Haider         | 5,0 % des voix 12 députés      |
|       | Alternative verte - Liste Freda Meissner-Blau Die Grüne Alternative - Liste Freda Meissner-Blau | Centre gauche Écologie politique, progressisme                 | Freda Meissner-Blau | 1,4 % des voix 0 députés (ALÖ) |

## Résultats

### Scores
| Parti | Parti                                                 | Suffrages | Suffrages | Suffrages | Sièges  | Sièges        |
| Parti | Parti                                                 | Voix      | %         | +/-       | Députés | +/-           |
| ----- | ----------------------------------------------------- | --------- | --------- | --------- | ------- | ------------- |
|       | Parti socialiste d'Autriche (SPÖ)                     | 2 092 024 | 43,11     | 4,54      | 80      | 10            |
|       | Parti populaire autrichien (ÖVP)                      | 2 003 663 | 41,29     | 1,93      | 77      | 4             |
|       | Parti de la liberté d'Autriche (FPÖ)                  | 472 205   | 9,73      | 4,75      | 18      | 6             |
|       | Alternative verte - Liste Freda Meissner-Blau (Grüne) | 234 028   | 4,82      | 3,46      | 8       | 8             |
|       | Parti communiste d'Autriche (KPÖ)                     | 35 104    | 0,72      | 0,06      | 0       | en stagnation |
|       | Autres                                                | 15 164    | 0,31      | N/A       | 0       | N/A           |

### Analyse
Le Parti socialiste d'Autriche conserve la première place avec 43,11 %, malgré une chute. Le Parti populaire autrichien est deuxième tandis que le Parti de la liberté d'Autriche fait une hausse de 4,75 % frôlant la barre des 10 %.

### Conséquences
Franz Vranitzky forme un gouvernement avec les conservateurs. Ensemble, ils représentent 157 députés soit 85,8 % des sièges au Conseil national.